# Třebýcinka
Třebýcinka je malá vesnice, část města Švihov v okrese Klatovy v Plzeňském kraji. Nachází se asi 2,5 kilometru východně od Švihova. Třebýcinka je také název katastrálního území o rozloze 2,19 km². V katastrálním území Třebýcinka leží i Bezděkov.

## Historie
První písemná zmínka o vesnici pochází z roku 1245.

## Obyvatelstvo
| Rok            | 1869 | 1880 | 1890 | 1900 | 1910 | 1921 | 1930 | 1950 | 1961 | 1970 | 1980 | 1991 | 2001 | 2011 | 2021 |
| -------------- | ---- | ---- | ---- | ---- | ---- | ---- | ---- | ---- | ---- | ---- | ---- | ---- | ---- | ---- | ---- |
| Počet obyvatel | 179  | 185  | 166  | 178  | 187  | 182  | 180  | 133  | 122  | 108  | 95   | 70   | 66   | 45   | 53   |
| Počet domů     | 30   | 32   | 34   | 35   | 34   | 34   | 35   | 35   | 33   | 32   | 27   | 33   | 35   | 34   | 35   |

## Obecní správa
Při sčítání lidu v letech 1850–1959 Třebýcinka byla samostatnou obcí v okrese Přeštice. V letech 1960–1976 byla částí obce Červené Poříčí v okrese Klatovy. Od 30. dubna 1976 je částí města Švihov v okrese Klatovy. Poté se Červené Poříčí opět osamostatnilo, ale Třebýcinka již zůstala součástí Švihova. V letech 1850–1959 k obci patřil Bezděkov.

## Pamětihodnosti
Ve vesnici stojí kaple svatého Václava postavená v devatenáctém století. Má obdélný půdorys s trojbokým zakončením. K vybavení patřil pozdně barokní obraz svatého Václava ze druhé poloviny osmnáctého století a pozdně gotická socha svatého Volfganga z první čtvrtiny šestnáctého století.

## Fotogalerie

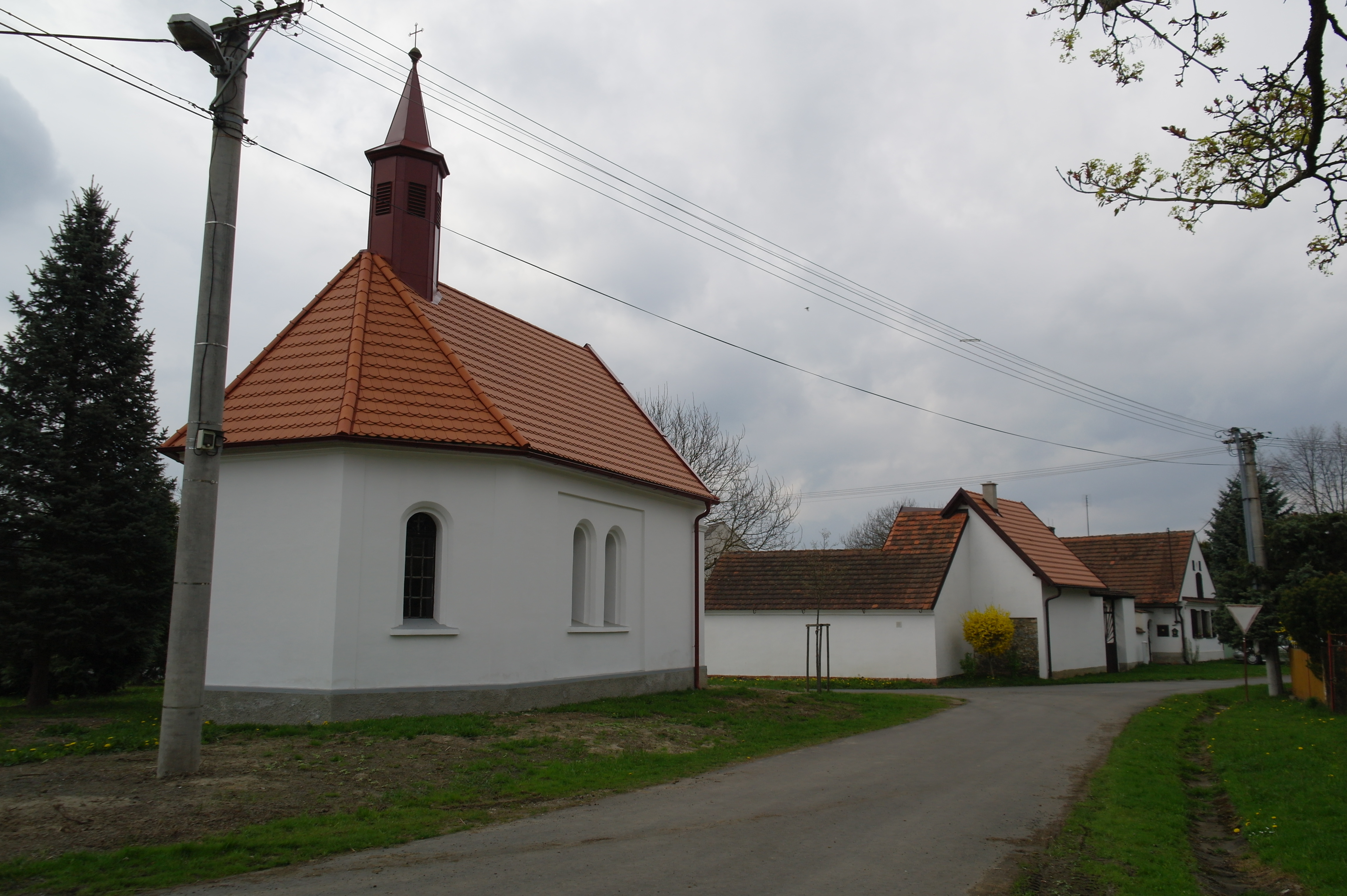
Kaple
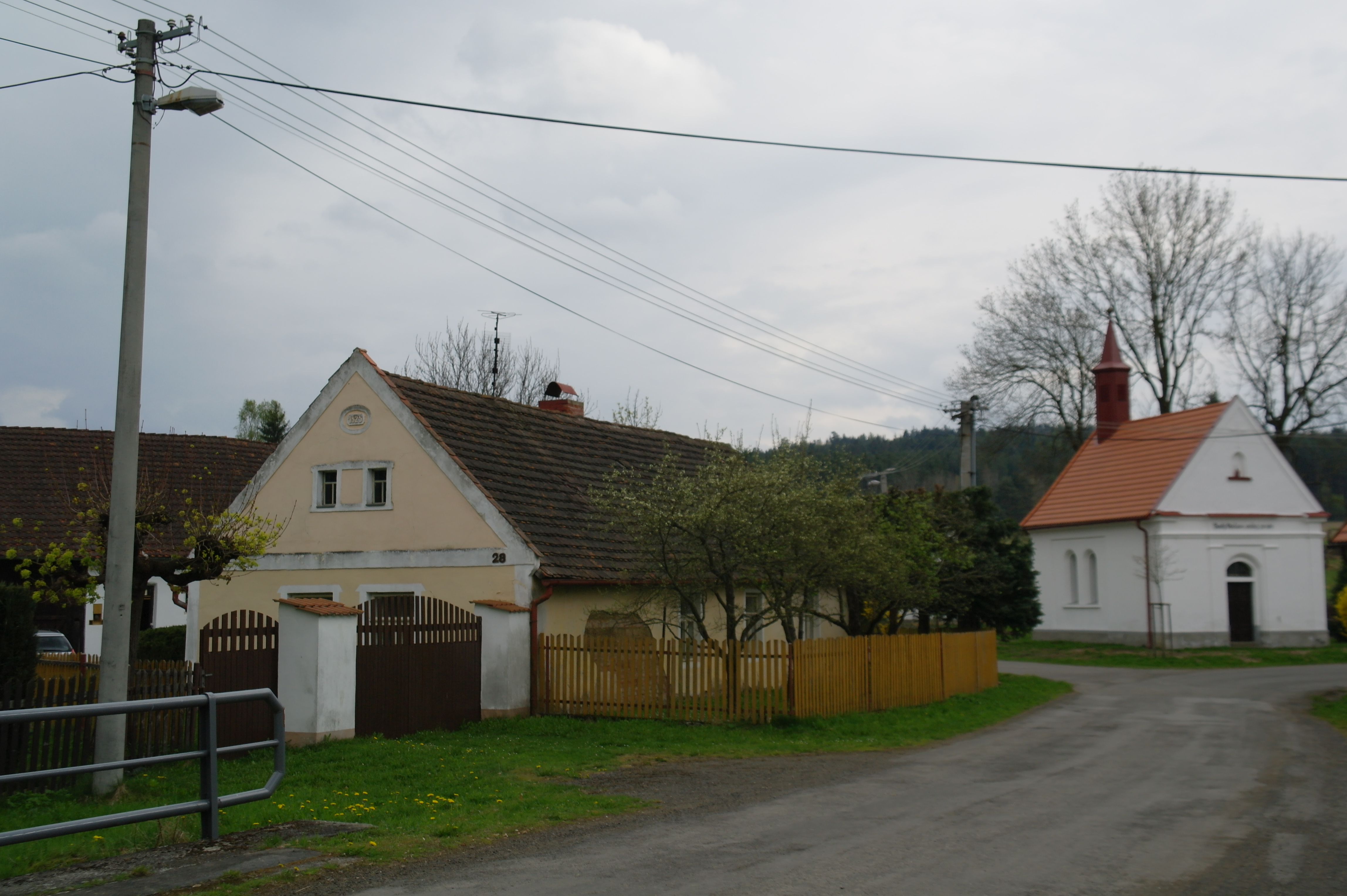
Chalupa a kaple
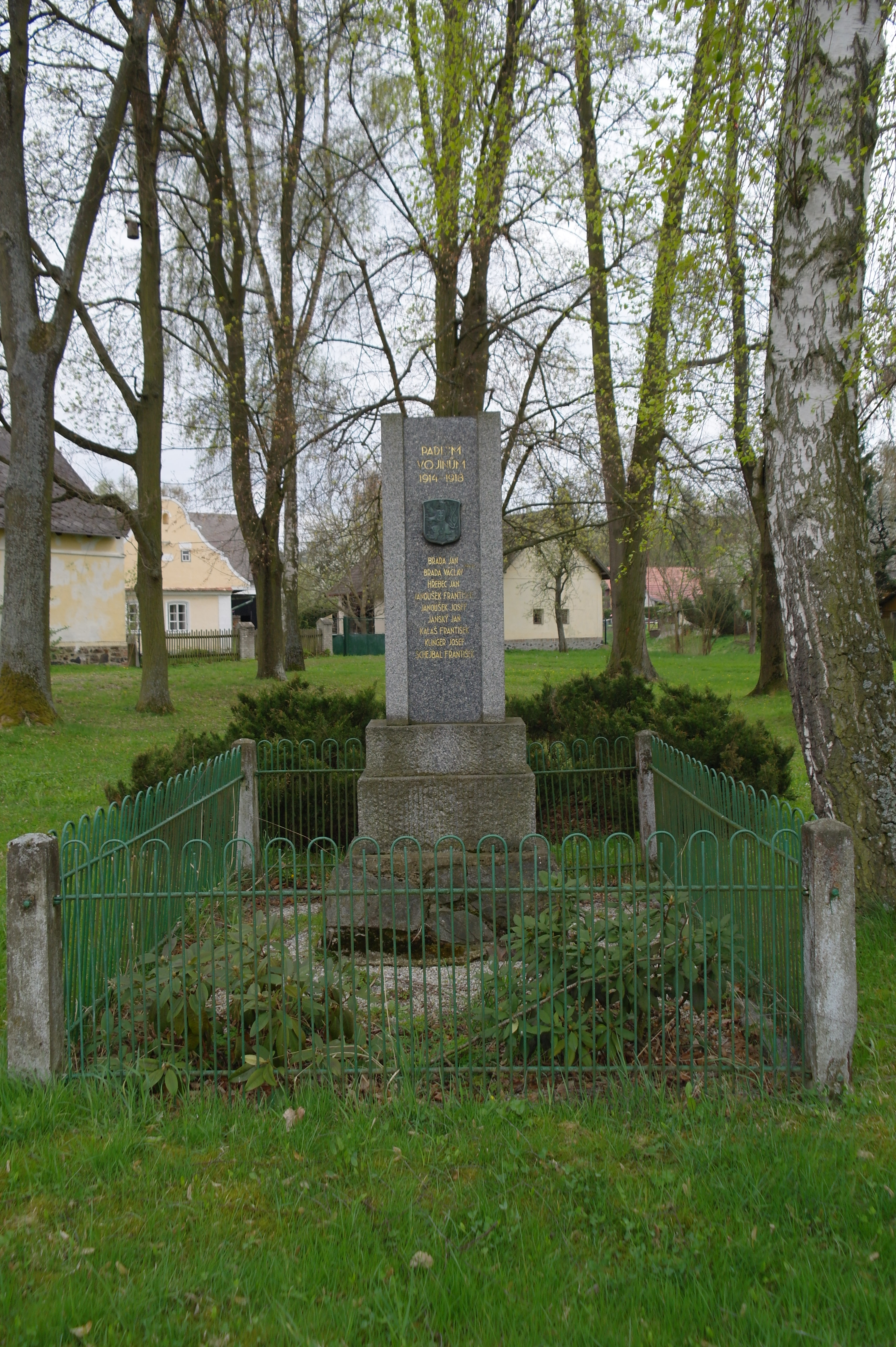
Pomník